# Sông Kiềm

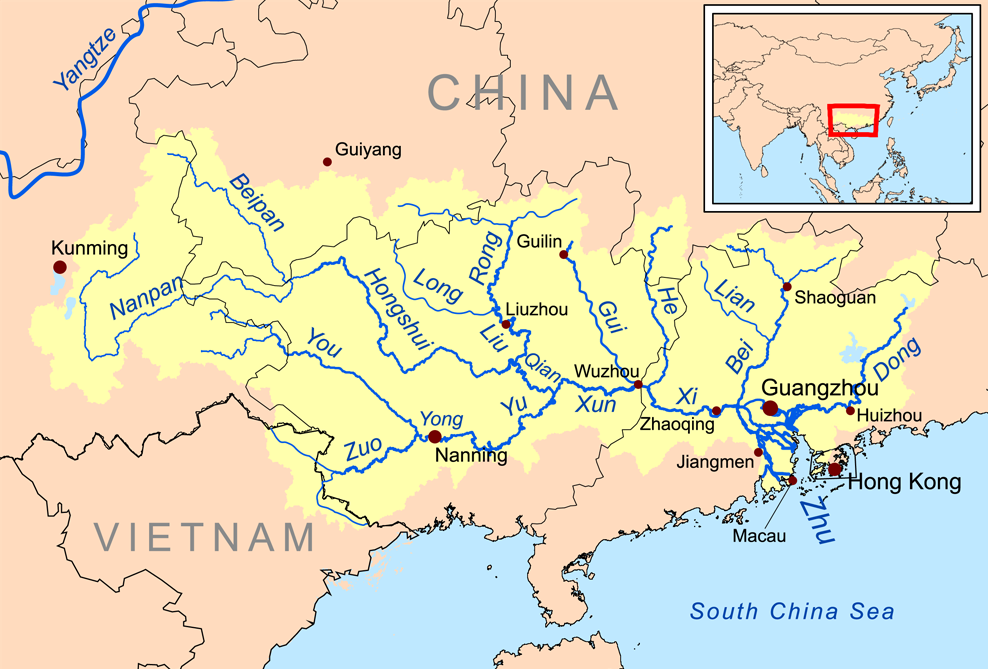
Bản đồ hệ thống sông Châu Giang, Kiềm giang tại đây ghi là Qian

Sông Kiềm (tiếng Trung: 黔江, Hán-Việt: Kiềm giang) là một đoạn ở trung du sông Tây Giang. Từ thời nhà Đường về trước, người ta gọi nó là Đàm thủy hoặc Ngân thủy. Từ thời nhà Tống trở đi gọi là Kiềm thủy hoặc Kiềm giang.
Sông Kiềm bắt nguồn từ của khẩu Tam Giang tại huyện Tượng Châu, địa cấp thị Lai Tân, Khu tự trị dân tộc Choang Quảng Tây, Trung Quốc và chảy qua huyện Vũ Tuyên (cũng thuộc địa cấp thị Lai Tân) và hợp lưu với sông Úc (Úc giang) tại huyện Quế Bình (địa cấp thị Quý Cảng) để tạo thành Tầm giang. Tổng chiều dài 122 km, diện tích lưu vực 2.210 km², các chi lưu có sông Liễu, sông Mã Lai cùng 7 chi lưu nhỏ khác. Sông Kiềm đi qua trung tâm huyện Vũ Tuyên khoảng 44 km thì tới hẻm núi Đại Đằng với độ sâu tối đa về mùa khô đạt 85 m, là khu vực sâu nhất của Tây Giang.

## Hệ thống sông Tây Giang
| Hệ thống sông Tây Giang | Hệ thống sông Tây Giang | Hệ thống sông Tây Giang | Hệ thống sông Tây Giang | Hệ thống sông Tây Giang |
| ----------------------- | ----------------------- | ----------------------- | ----------------------- | ----------------------- |
|                         |                         |                         | Hạ Giang (贺江)         | Tây Giang (西江)        |
|                         |                         | Li Giang (漓江)         | Quế Giang (桂江)        | Tây Giang (西江)        |
| sông Bắc Bàn (北盘江)   | sông Hồng Thủy (红水河) | Kiềm Giang (黔江)       | Tầm Giang (浔江)        | Tây Giang (西江)        |
| sông Nam Bàn (南盘江)   | sông Hồng Thủy (红水河) | Kiềm Giang (黔江)       | Tầm Giang (浔江)        | Tây Giang (西江)        |
| Dung Giang (融江)       | Liễu Giang (柳江)       | Kiềm Giang (黔江)       | Tầm Giang (浔江)        | Tây Giang (西江)        |
| Long Giang (龙江)       | Liễu Giang (柳江)       | Kiềm Giang (黔江)       | Tầm Giang (浔江)        | Tây Giang (西江)        |
| Hữu Giang (右江)        | Ung Giang (邕江)        | Úc Giang (郁江)         | Tầm Giang (浔江)        | Tây Giang (西江)        |
| Tả Giang (左江)         | Ung Giang (邕江)        | Úc Giang (郁江)         | Tầm Giang (浔江)        | Tây Giang (西江)        |